# Micronix
Micronix és un gènere monotípic d'arnes de la família Crambidae. Conté només una espècie, Micronix nivalis, que es troba a Veneçuela.